# 3.er distrito local de Baja California
El 3.er distrito electoral local de Baja California es uno de los 17 distritos electorales en los que se encuentra dividido el territorio del estado de Baja California. Su cabecera es Mexicali.
Desde el proceso de redistritación de 2015, tras las elecciones de 2019, estará situado en el municipio de Mexicali, específicamente la zona central de la zona urbana.

## Distritaciones anteriores

### Distritación 1953
Originalmente, el 3.er distrito correspondió al municipio de Mexicali, al que ha pertenecido siempre.

## Diputados electos
| Legislatura | Diputado                                | Partido |
| ----------- | --------------------------------------- | ------- |
| I           | Armando Fierro Encinas                  |         |
| II          | José Saldaña Contreras                  |         |
| III         | Francisco Díaz Echerivel                |         |
| IV          | Armando Lizárraga Serna                 |         |
| V           | Ernesto Sánchez Valenzuela              |         |
| VI          | Enrique Mora González                   |         |
| VII         | Mercedes Martínez Vda. de Lizárraga     |         |
| VIII        | Margarita Ortega Villa                  |         |
| IX          | Manuel Martínez Mercado                 |         |
| X           | José Enrique Mejía Pancardo             |         |
| XI          | Efraín Martínez Camacho                 |         |
| XII         | Milton Emilio Castellanos Gout          |         |
| XIII        | Dolores de María Manuel Gómez de Méndez |         |
| XIV         | Carlos Flores Reyes                     |         |
| XV          | María de Jesús Sing Castro              |         |
| XVI         | Alejandro Bahena Flores                 |         |
| XVII        | Luz Argelia Paniagua Figueroa           |         |
| XVIII       | Raúl López Moreno                       |         |
| XIX         | Armando Terán Corella                   |         |
| XX          | Juan Bautista Montejano de la Torre     |         |
| XXI         | Gustavo Sánchez Vázquez                 |         |
| XXII        | Victoria Bentley Duarte                 |         |
| XXIII       | María Luisa Villalobos Ávila            |         |
| XXIV        | Alejandra María Ang Hernández           |         |
| XXV         | Alejandra María Ang Hernández           |         |